# Emmanuel Osuigwe
Emmanuel Osuigwe (ur. 6 kwietnia 1952) – nigeryjski piłkarz grający na pozycji napastnika. W swojej karierze grał w reprezentacji Nigerii.

## Kariera klubowa
W swojej karierze piłkarskiej Osuigwe grał w klubie Enugu Rangers.

## Kariera reprezentacyjna
W 1980 roku Osuigwe został powołany do reprezentacji Nigerii na Igrzyska Olimpijskie w Moskwie. W 1982 roku powołano go do kadry na Puchar Narodów Afryki 1982. Zagrał w nim w dwóch meczach grupowych: z Etiopią (3:0) i z Algierią (1:2), w którym strzelił gola.